# Kheireddine Madoui
Pour les articles homonymes, voir Madoui.
Kheireddine Madoui (en arabe : خير الدين مضوي), né le 27 mars 1977 à Sétif, est un ancien footballeur international et entraîneur algérien, ayant occupé le poste de milieu de terrain à l'ES Sétif et au CR Belouizdad.
Son frère cadet, Mounir Madoui, était également footballeur.

## Biographie

### Carrière de joueur
Kheireddine Madoui joue en faveur de l'Entente sportive de Sétif et du Chabab Riadhi Belouizdad. Il remporte un titre de champion d'Algérie avec le CRB.
Il compte 12 sélections en équipe nationale entre 2000 et 2001, inscrivant trois buts.
Il joue son premier match en équipe nationale le 9 avril 2000, contre le Cap-Vert, lors des éliminatoires du mondial 2002 (score : 0-0). Le 26 mai 2000, il marque son premier but, en amical contre le Burkina Faso (victoire 2-0). Le 3 juin de la même année, il inscrit son deuxième but, en amical contre la Guinée (victoire 4-0). Son troisième et dernier but est inscrit le 14 novembre 2000, en amical contre la Bulgarie (défaite 1-2). Il honore sa dernière sélection le 30 juin 2001, contre la Namibie, lors des éliminatoires du mondial 2002.

### Carrière d'entraîneur
Lors de l'été 2010, il devient entraîneur adjoint du club de l'ES Sétif. Il est nommé entraîneur principal de cette équipe en décembre 2013.
En 2014 avec l'ES Sétif, Madoui devient le plus jeune entraîneur de l'histoire à remporter la Ligue des champions de la CAF[réf. nécessaire].
Il entraîne ensuite le club saoudien d'Al Wehda de novembre 2015 à décembre 2016, avant de retrouver le club de Sétif en janvier 2017.
Par la suite, il signe à l'Étoile du Sahel en 2017.
Le 24 mai 2018, il signe au club égyptien Ismaily SC, qui a terminé deuxième de l'exercice précédent. Toutefois, après seulement huit matchs à la tête du staff technique (2 victoires, 3 défaites et 3 nuls), Madoui jette l'éponge à cause des mauvaises résultats, le conseil d'administration du club égyptien acceptant sa démission.

## Palmarès

### Joueur
CR Belouizdad :
- Championnat d'Algérie : Champion en 2001.

### Entraîneur
ES Sétif :
- Championnat d'Algérie : Champion en 2015 et 2017.
- Supercoupe d'Algérie :
  - Finaliste en 2013.
  - Vainqueur en 2015 et 2017.
- Ligue des champions d'Afrique : Vainqueur en 2014.
- Supercoupe de la CAF : Vainqueur en 2015.
- Coupe d'Algérie : Finaliste en 2017.

 Étoile du Sahel :
- Coupe de Tunisie : Finaliste en 2018.

 Qadsia Sporting Club :
- Coupe de l’Émir : Finaliste en 2021.

## Distinctions d'entraîneur
- 2014 :
  - CAF Awards Meilleur entraîneur de l'année.
  - El Heddaf-Le Buteur meilleur entraîneur algérien.
- 2015 :
  - Trophée du meilleur entraîneur arabe de l'année décerné par El Heddaf.
  - Oscars de Maracana du meilleur entraîneur du championnat d'Algérie.
  - Mohammed Bin Rashid Al Maktoum Creative Sports Award du meilleur entraîneur arabe.

## Statistiques détaillées
| Club            | Début            | Fin               | Résultats | Résultats | Résultats   | Résultats | Résultats | joueurs utilisés |
| Club            | M                | V                 | N         | D         | % Victoires |           |           |                  |
| --------------- | ---------------- | ----------------- | --------- | --------- | ----------- | --------- | --------- | ---------------- |
| ES Sétif        | 7 décembre 2013  | 7 novembre 2015   | 91        | 40        | 28          | 23        | 43,95     | 53               |
| Al Wehda Club   | 8 novembre 2015  | 10 décembre 2016  | 35        | 12        | 6           | 17        | 34,28     | 53               |
| ES Sétif        | 1er janvier 2017 | 17 décembre 2017  | 32        | 18        | 8           | 6         | 56,25     | 31               |
| Étoile du Sahel | 19 décembre 2017 | 12 mai 2018       | 23        | 14        | 4           | 5         | 60,86     | 29               |
| Ismaily SC      | 24 mai 2018      | 24 septembre 2018 | 8         | 2         | 3           | 3         | 25,00     |                  |
| Total           | Total            | Total             | 183       | 85        | 46          | 52        | 46,40     | 166              |

- Entraîneur Assistant 2010-2013 : Hubert Velud (40 Matchs), Alain Geiger (34 Matchs), Said Hadj Mansour (14 Matchs), Gianni Solinas (12 Matchs), Gianni Dellacasa (10 Matchs), Jean-Christian Lang (8 Matchs), Noureddine Zekri (2 Matchs).